# Hồi sinh loài
Hồi sinh loài (Resurrection biology) hay tái sinh loài  (Species revivalism) hay phục hồi giống là quá trình tạo ra một sinh vật hoặc là một loài đã tuyệt chủng hoặc giống với một loài đã bị tuyệt chủng. Có một số phương pháp để thực hiện quá trình hồi sinh loài, trong đó, nhân bản vô tính là phương pháp được đề xuất rộng rãi nhất, mặc dù việc chỉnh sửa bộ gen và nhân giống chọn lọc (chọn giống) bằng phương pháp lai ngược cũng đã được xem xét và thực hiện thông qua những dự án cụ thể.
Các kỹ thuật tương tự đã được áp dụng cho một số loài có nguy cơ tuyệt chủng, với hy vọng sẽ thúc đẩy quần thể hồi sinh hay tái sinh hoặc chí ít là hồi phục. Phương pháp duy nhất trong ba phương pháp có thể cung cấp một con vật có cùng bản dạng di truyền là nhân bản vô tính. Về tổng quan cả ưu và nhược điểm đối với quá trình hồi sinh loài, từ tiến bộ công nghệ gen đến các vấn đề đạo đức, việc hồi sinh một loài động vật đã tuyệt chủng có thể gây ra rất nhiều vấn đề mà không thể lường trước chưa kể đến vấn đề đạo đức khi nhân bản các loài động vật, dù vậy việc hồi sinh loài nếu thành công là minh chứng cho sự tiến bộ của khoa học công nghệ và cũng là cách con người sửa chữa lỗi lầm của mình khi gây ra sự tuyệt diệt các loài.

## Phương pháp

### Nhân bản
Nhân bản vô tính là một phương pháp thường được đề xuất để phục hồi tiềm năng của một loài đã tuyệt chủng. Nó có thể được thực hiện bằng cách trích xuất hạt nhân di truyền từ một tế bào được bảo tồn từ các loài đã tuyệt chủng và hoán đổi nó thành một quả trứng (tế bào trứng), không có nhân, của họ hàng sống gần nhất của loài đó. Sau đó, trứng có thể được đưa vào vật chủ từ những họ hàng gần nhất của loài đã tuyệt chủng. Điều quan trọng cần lưu ý là phương pháp này chỉ có thể được sử dụng khi có sẵn tế bào được bảo tồn, có nghĩa là nó sẽ khả thi nhất đối với các loài đã tuyệt chủng gần đây chứ không phải là đã tuyệt chủng từ lâu.
Nhân bản đã được sử dụng trong khoa học từ những năm 1950. Một trong những nhân bản được biết đến nhiều nhất là cừu Dolly, con cừu Dolly sinh vào giữa những năm 1990 và sống một cuộc sống bình thường cho đến khi nó gặp phải những biến chứng về sức khỏe dẫn đến cái chết. Các loài động vật khác được cho là đã được nhân bản bao gồm chó, lợn và ngựa. Quy trình được sử dụng để nhân bản sơn dương Pyrenean vào năm 2003 bằng việc nuôi cấy mô được lấy từ những con dê núi Pyrenean cái còn sống cuối cùng tên là Celia. Quả trứng được lấy từ một con dê (Capra hircus) và các hạt nhân được loại bỏ để đảm bảo con cái hoàn toàn là dê núi Pyrenean. Trứng được cấy vào dê mẹ đẻ để phát triển. Kỹ thuật nhân bản hiện nay thay thế phôi và vật liệu di truyền trong một tế bào trứng bằng phôi mà các nhà khoa học tạo ra dựa trên DNA đã có. Sau đó, tế bào trứng này sẽ được đưa vào cơ thể của một con cái, quá trình phát triển sau đó giống như phôi tự nhiên.

### Chỉnh gen

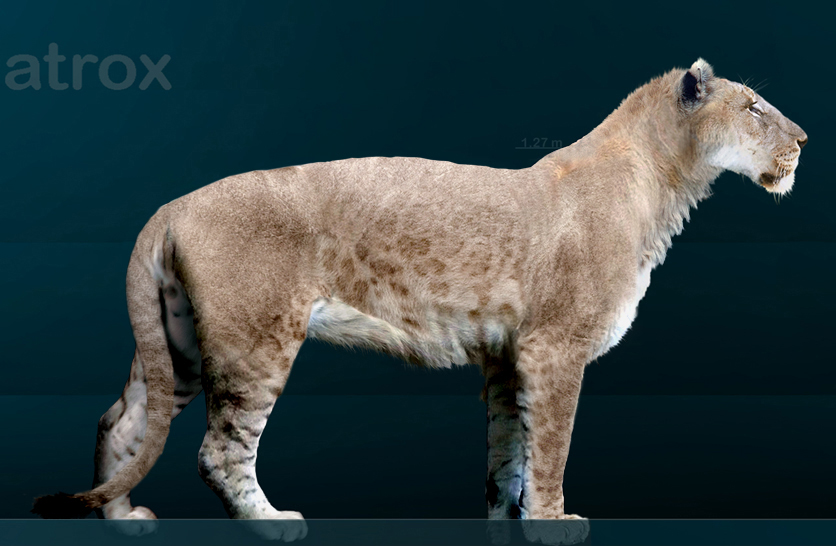
Loài sư tử hang

Việc chỉnh sửa bộ gen (Genome editing) đã được tiến bộ nhanh chóng với sự trợ giúp của hệ thống CRISPR/Cas, đặc biệt là CRISPR/Cas9. Hệ thống CRISPR/Cas9 ban đầu được phát hiện là một phần của hệ thống miễn dịch vi khuẩn. DNA của virut được tiêm vào vi khuẩn sẽ được kết hợp vào nhiễm sắc thể vi khuẩn tại các vùng cụ thể. Những vùng này được gọi là cụm lặp lại palindromic ngắn xen kẽ thường xuyên, hay còn được gọi là CRISPR. Vì DNA của virus nằm trong nhiễm sắc thể nên nó được phiên mã thành RNA. Khi điều này xảy ra, Cas9 sẽ liên kết với RNA. Cas9 có thể nhận ra phần chèn ngoại lai và phân cắt nó. Khám phá này rất quan trọng vì bây giờ thì protein Cas có thể được xem như một cái kéo trong quá trình chỉnh sửa bộ gen.
Bằng cách sử dụng các tế bào của một loài có quan hệ gần gũi với loài đã tuyệt chủng, việc chỉnh sửa bộ gen có thể đóng một vai trò trong quá trình hồi sinh loài. Tế bào mầm có thể được chỉnh sửa trực tiếp, để trứng và tinh trùng được tạo ra bởi loài bố mẹ còn tồn tại sẽ tạo ra con cái của loài đã tuyệt chủng, hoặc tế bào xôma có thể được chỉnh sửa và chuyển qua chuyển nhân tế bào sôma. Điều này dẫn đến việc lai giữa hai loài, vì nó không hoàn toàn là một loài động vật. Bởi vì có thể giải trình tự và lắp ráp bộ gen của các sinh vật đã tuyệt chủng từ các mô bị phân hủy cao, kỹ thuật này cho phép các nhà khoa học theo đuổi sự tuyệt chủng ở nhiều loài hơn, bao gồm cả những loài không còn tồn tại chẳng hạn như tham vọng hồi sinh khủng long. Tuy nhiên, các mô của các loài đã tuyệt chủng càng xuống cấp và cũ, thì DNA tạo thành sẽ càng bị phân mảnh, khiến cho việc lắp ráp bộ gen trở nên khó khăn hơn.

### Lai ngược
Lai tạo là một hình thức nhân giống chọn lọc. Trái ngược với việc lai tạo động vật cho một đặc điểm để thúc đẩy loài trong quá trình lai tạo chọn lọc, việc lai tạo giống bao gồm việc lai tạo động vật cho một đặc điểm của tổ tiên mà có thể không thường xuyên được nhìn thấy trên toàn loài. Phương pháp này có thể tái tạo các đặc điểm của một loài đã tuyệt chủng thông qua việc lai ngược và xuất hiện những đặc điểm lại tổ, nhưng bộ gen sẽ khác với loài ban đầu. Tuy nhiên, việc lai ngược phụ thuộc vào đặc điểm tổ tiên của loài vẫn còn trong quần thể với bất kỳ tần suất nào. 

## Đánh giá

### Ưu điểm

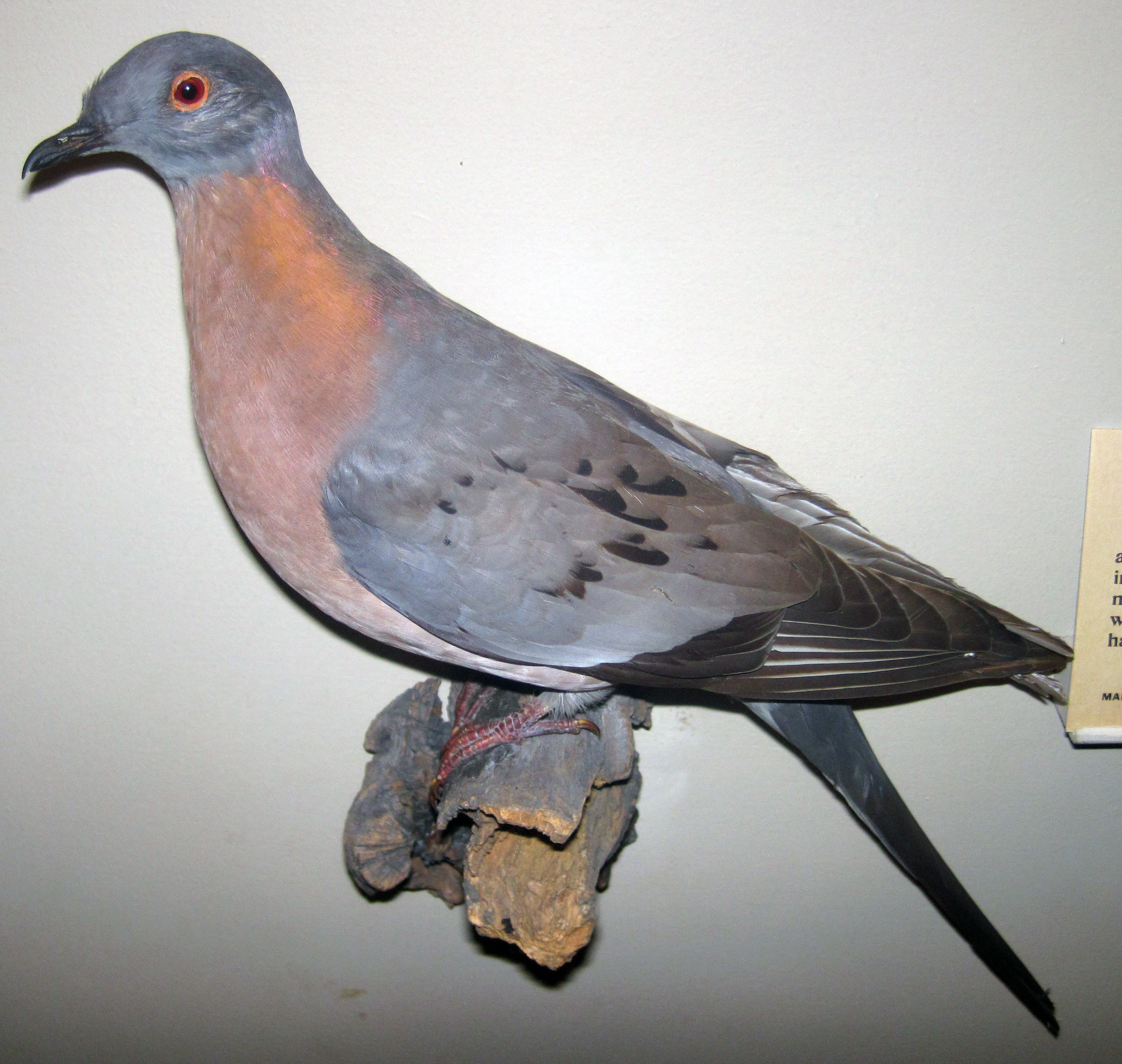
Mẫu vật bồ câu viễn khách

Các công nghệ đang được phát triển để chống tuyệt chủng có thể dẫn đến những tiến bộ lớn trong công nghệ và quy trình khoa học. Điều này bao gồm sự tiến bộ của công nghệ di truyền được sử dụng để cải thiện quá trình nhân bản vô tính để chống lại sự tuyệt chủng. Các công nghệ này có thể được sử dụng để ngăn chặn các loài có nguy cơ tuyệt chủng. Việc nghiên cứu các loài được du nhập lại (tái du nhập) cũng có thể dẫn đến những tiến bộ trong khoa học. Bằng cách nghiên cứu các loài động vật đã tuyệt chủng trước đây, có thể phát hiện ra các phương pháp chữa trị bệnh tật. Các loài được hồi sinh có thể hỗ trợ các sáng kiến bảo tồn bằng cách hoạt động như "loài biểu trưng" để tạo ra sự quan tâm của công chúng và gây quỹ để bảo tồn toàn bộ hệ sinh thái.
Nếu việc hồi sinh loài được ưu tiên, nó sẽ dẫn đến việc cải thiện các chiến lược bảo tồn hiện tại. Cần phải bảo tồn để đưa một loài vào hệ sinh thái. Các nỗ lực bảo tồn sẽ được thực hiện ban đầu cho đến khi quần thể hồi sinh có thể tự duy trì trong môi trường hoang dã. Sự đảo ngược tuyệt chủng cũng có thể giúp cải thiện các hệ sinh thái đã bị phá hủy bởi sự phát triển của con người bằng cách đưa một loài đã tuyệt chủng trở lại hệ sinh thái để hồi sinh nó. Một câu hỏi đặt ra là liệu có cần phải hồi sinh các loài mà con người đã đẩy đến sự tuyệt chủng hay không để điều chỉnh sai lầm của loài người trong việc đẩy một loài vào nguy cơ tuyệt chủng để bắt đầu.

### Tranh cãi

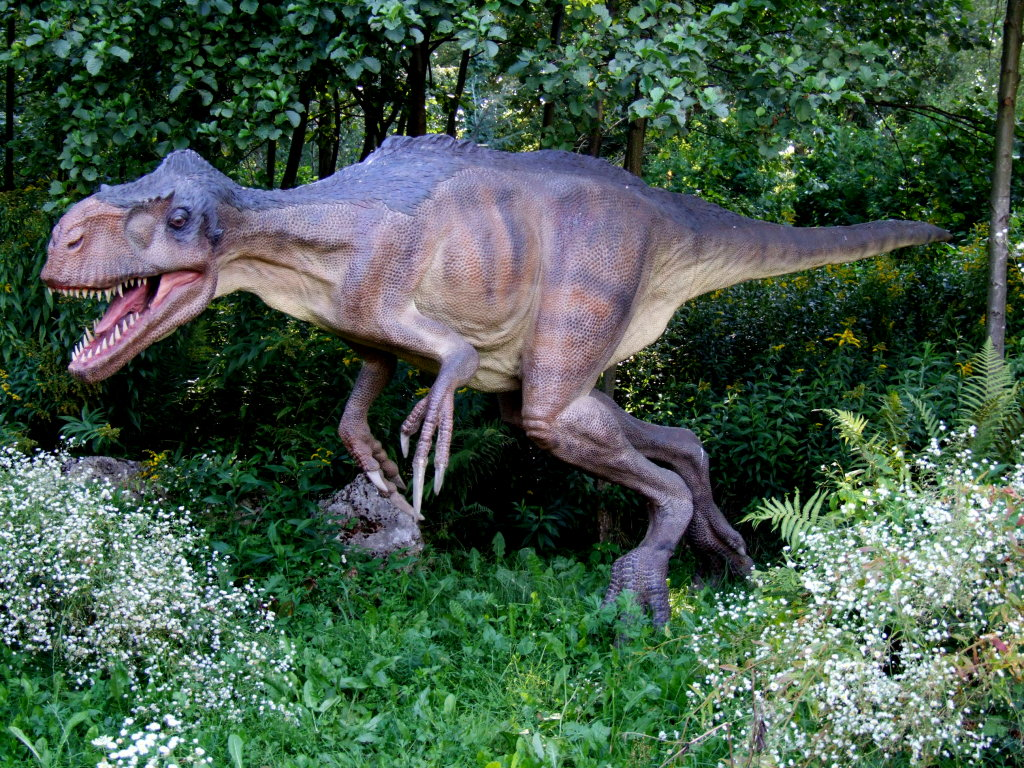
Sự tái xuất của loài khủng long (nếu có) cũng sẽ gây ra nhiều tranh cãi và ý kiến trái chiều

Sự tái sinh của các loài đã tuyệt chủng có thể có tác động tiêu cực đến các loài còn tồn tại và hệ sinh thái của chúng. Việc đưa một loài đã tuyệt chủng vào hệ sinh thái cũ của nó giờ đây có thể được coi là phân loại nó là loài xâm lấn. Điều này có thể dẫn đến sự tuyệt chủng của các loài sống do cạnh tranh thức ăn hoặc các loại trừ cạnh tranh khác. Nó cũng có thể dẫn đến sự tuyệt chủng của các loài săn mồi nếu chúng có nhiều động vật ăn thịt hơn trong một môi trường có ít động vật ăn thịt trước khi tái sinh một loài đã tuyệt chủng và đây là một vấn đề lớn cần phải bàn luận.
Nếu một loài đã tuyệt chủng trong một thời gian dài, môi trường mà chúng được đưa vào có thể hoàn toàn khác với môi trường mà chúng có thể tồn tại vào hệ sinh thái đó. Một loài cũng có thể bị tuyệt chủng một lần nữa sau khi tuyệt chủng nếu nguyên nhân dẫn đến sự tuyệt chủng của nó vẫn là một mối đe dọa mang tính hiện hữu và không giải quyết cái gốc của vấn đề. Chẳng hạn như cho dù có hồi sinh thì voi ma mút lông sẽ bị săn bắt bởi những kẻ săn trộm giống như săn voi để lấy ngà và có thể tuyệt chủng một lần nữa nếu điều này xảy ra. Hoặc, nếu một loài được đưa lại vào một môi trường có đầy rẫy bệnh tật, nó không có khả năng miễn dịch đối với loài được đưa vào lại có thể bị xóa sổ bởi một căn bệnh mà loài hiện tại có thể sống sót.
Hồi sinh loài là một quá trình rất tốn kém về chi phí. Mang về một loài có thể tốn hàng triệu đô la. Nguồn tiền cho việc chống tuyệt chủng rất có thể đến từ các nỗ lực bảo tồn hiện tại. Những nỗ lực này có thể bị suy yếu nếu tài trợ được lấy từ việc bảo tồn và đưa vào tình trạng tuyệt chủng. Điều này có nghĩa là các loài cực kỳ nguy cấp sẽ bắt đầu tuyệt chủng nhanh hơn vì không còn tài nguyên cần thiết để duy trì quần thể của chúng. Ngoài ra, vì các kỹ thuật nhân bản sẽ không bao giờ tạo ra một loài hoàn toàn giống với loài đã tuyệt chủng nên việc đưa loài trở lại có thể không mang lại lợi ích cho môi trường mà các nhà bảo tồn hy vọng. Chúng có thể không có vai trò tương tự trong chuỗi thức ăn mà chúng đã làm trước đây và do đó không thể phục hồi các hệ sinh thái bị tổn hại. Nó cũng bị chỉ trích là một hành động chống lại ý chí thần thánh, trái với ý trời.

## Các dự án
Hiện nay, với sự hỗ trợ của nhiều phương pháp nghiên cứu, cộng với tiến bộ khoa học kỹ thuật, các loài động vật như lười khổng lồ, tê giác lông dài có cơ hội sẽ được phục sinh trong tương lai gần.  Hiện các nhà khoa học Nga đang phối hợp với công ty công nghệ sinh học Sooam của Hàn Quốc và Viện nghiên cứu gen Bắc Kinh (Trung Quốc) để bảo đảm sự thành công của dự án. Mục tiêu của kế hoạch hồi sinh động vật tiền sử này là để tạo ra một "Công viên kỷ Jura" đời thực làm nơi sinh sống của những động vật đã tuyệt chủng bên bờ sông Kolyma ở Sakha. Dự án bước đầu đang tiến hành tái tạo lại các điều kiện môi trường tự nhiên tiền kỷ băng hà để chuẩn bị sẵn sàng cho những động vật sắp được tái sinh. Ngoài voi ma mút, các nhà khoa học cũng sẽ tìm kiếm DNA của tê giác có lông những tổ tiên đầu tiên của bò rừng bison và trâu, cũng như DNA của gấu mặt ngắn và sư tử hang động. 

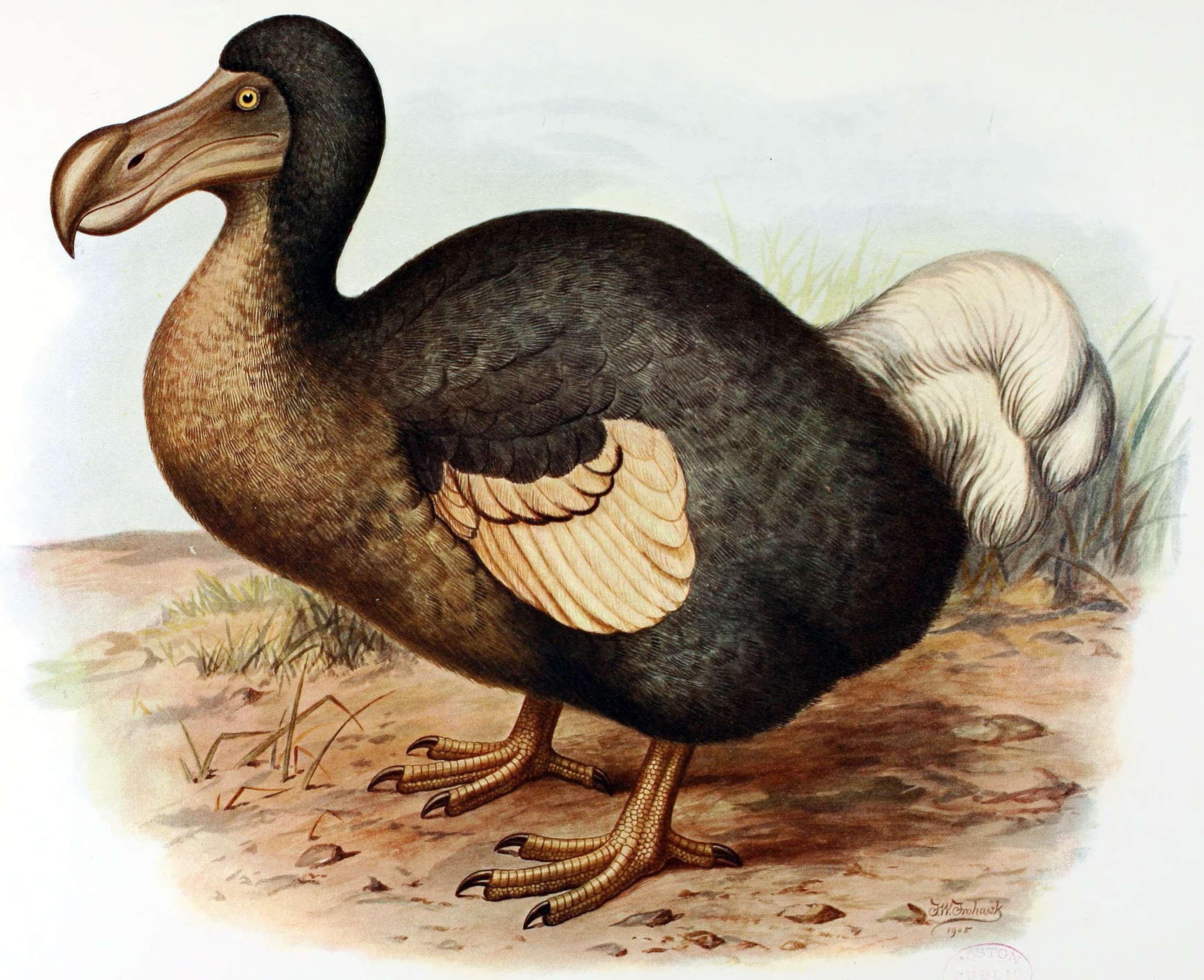
Dự án hồi sinh chim cưu

Nhiều nhà khoa học trên khắp thế giới, bao gồm cả những chuyên gia đến từ Đại học Harvard và Đại học Chicago, đã nỗ lực nhân bản vô tính những động vật thời tiền sử từ nhiều năm nay, tuy nhiên kết quả đạt được rất hạn chế vì chất lượng DNA thu được không đảm bảo. Giới khoa học đang hy vọng, với dự án Lazarus, nhiều loài động vật đã tuyệt chủng có thể được tái sinh để phục vụ nghiên cứu. Quá trình này phức tạp hơn so với nhân bản vô tính động vật sống, nhưng nhiều nhà khoa học tin rằng con người có khả năng và trách nhiệm sửa chữa những tổn thất đã gây ra cho hành tinh, dẫn đến cái chết của vô số loài động vật.
Các nhà khoa học cũng đã tiến hành công việc tương tự với loài bồ câu viễn khách đã tuyệt chủng năm 1914, hải cẩu California, vẹt đuôi dài Carolina và hổ Tasmania. Tổ chức Nghiên cứu công nghệ sinh học Sooam (Hàn Quốc) thì đã bắt tay vào dự án tái sinh loài voi ma mút lông mịn (Revival of the woolly mammoth) và tê giác lông dày là loại động vật có nhiều bộ phận đã được bảo tồn như lông, sừng hay móng. Từ những bộ phận này, các nhà khoa học sử dụng các phương pháp hiện đại để loại bỏ DNA nhiễm khuẩn, lọc ra các DNA tốt nhất. Giống như voi ma mút, các nhà nghiên cứu tìm thấy nhiều mẫu lông, sừng và móng tê giác lông mịn còn lưu lại dưới lớp băng vĩnh cửu. Việc trích xuất thành công DNA có thể giúp hồi sinh loài tê giác cổ đại này.
Chim cưu (Dodo) bị tuyệt chủng sau khi con người phát hiện ra chúng chỉ 80 năm, có thể đã sớm được tái sinh nếu các nhà khoa học thu thập đủ DNA để cấy vào trứng của chim bồ câu hiện đại. Vẹt đuôi dài Carolina có nguồn gốc từ Mỹ bị tuyệt chủng sau khi bị săn bắt để lấy lông, làm mũ cho phụ nữ, cá thể cuối cùng của loài này đã chết năm 1918. Một số bảo tàng đang lưu giữ lông và trứng của vẹt đuôi dài Carolina. Do đó, việc sử dụng DNA để nhân bản chúng là điều hoàn toàn khả thi. Bồ câu viễn khách bị xóa sổ bởi những chiến dịch săn bắt. Bồ câu viễn khách vẫn có cơ hội hồi sinh trở lại khi một số mẫu vật chứa DNA của chúng được bảo quản trong bảo tàng. Họ hàng gần nhất với bồ câu viễn khách là bồ câu bi ai (mourning dove) sẽ đóng vai trò là cá thể mẹ để cấy ghép phôi thai.

### Voi ma mút

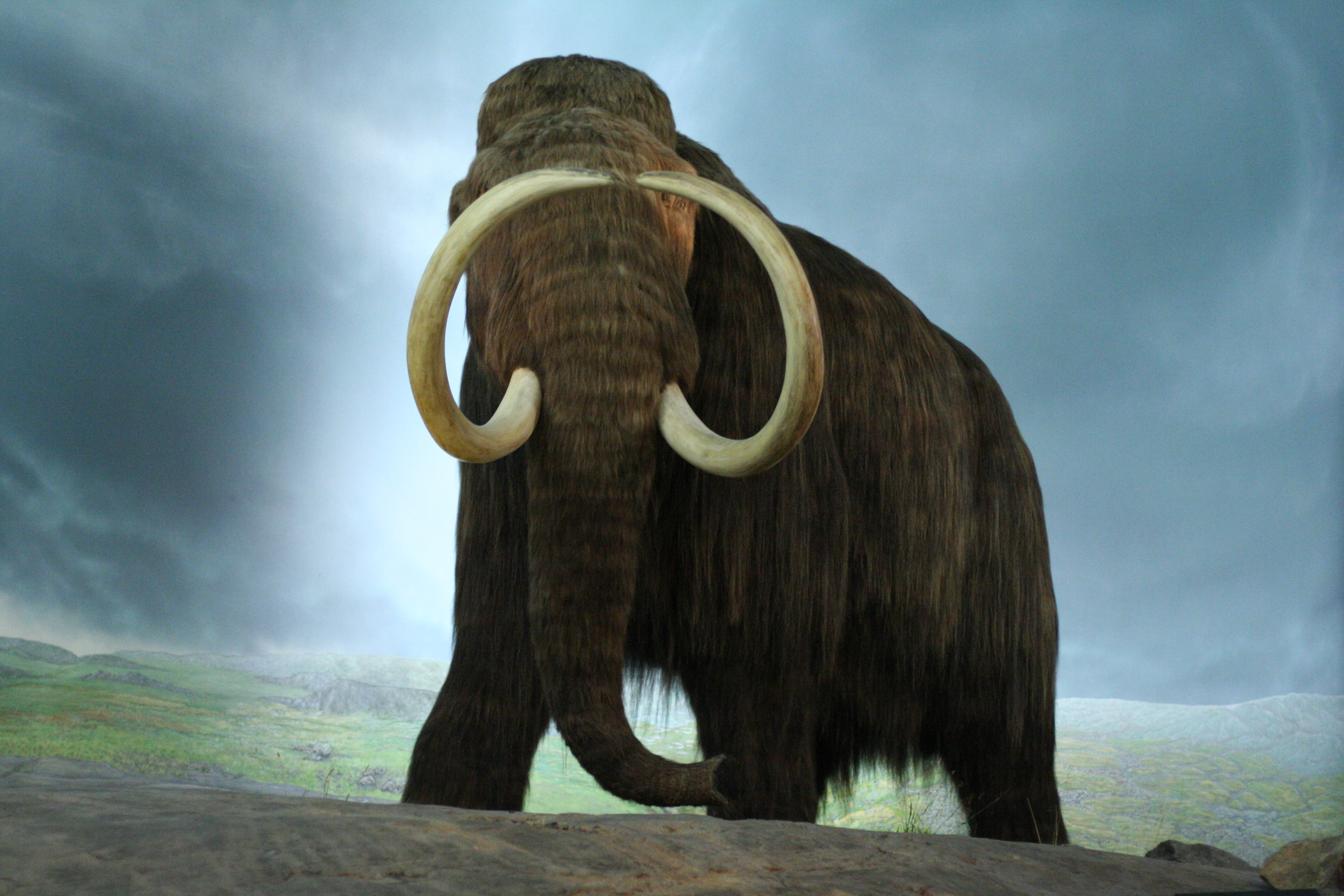
Dự án hồi sinh voi Mamut đang được quan tâm

Các nhà khoa học đã tiến gần hơn đến việc hồi sinh một loài động vật đã bị tuyệt chủng khác, đó chính là voi ma mút. Các nhà khoa học đã xây dựng lại thành công bộ gen của loài voi ma mút, bằng những mẫu hóa thạch được bảo quản rất tốt trong lớp băng tuyết dày, nhờ đó mà họ đã tìm ra được mẫu máu được coi là hoàn hảo nhất. Các nhà khoa học có thể cấy tế bào trứng vào trong một con voi châu Á hiện nay. Vì chúng cùng thuộc một loài, mặc dù tỷ lệ thành công không phải là 100%. Các nhà khoa học thuộc trường đại học Harvard đang thông qua việc đưa loài voi ma mút trở lại thông qua quá trình thụ tinh trong phòng thí nghiệm. Bước tiếp theo sẽ là phát triển những phôi thai này trong tử cung nhân tạo.
Bào thai của voi Mamut có thể sẽ cần tới 22 tháng để phát triển, sau đó, nếu thành công, các nhà khoa học sẽ thu được một cá thể của sinh vật khổng lồ này. Các nhà khoa học xác định được những biến đổi gen quan trọng đã giúp loài voi ma mút có thể tiếp tục sống sót trong điều kiện lạnh giá phương Bắc, để rồi tiếp tục sử dụng những gen này (như lông dài, tai nhỏ, lớp mỡ dày dưới da và chống đông máu) cho hệ gen của loài voi châu Á nhằm tạo ra giống voi lai mới. Mặc dù, giống voi ma mút này không được sinh ra tự nhiên, nhưng chúng vẫn mang tất cả những đặc điểm và chức năng sinh thái của loài voi nguyên thủy. Đây là Dự án Mammoth cloning.
Các nhà khoa học Nga đang bắt đầu tiến hành kế hoạch nhân bản vô tính những động vật từ thời tiền sử, bao gồm cả loài voi ma mút với hy vọng rằng lớp băng vĩnh cửu ở Siberia sẽ giúp họ thu được những mẫu DNA nguyên vẹn để hồi sinh những sinh vật cổ xưa này. Đội thí nghiệm thuộc bảo tàng voi ma mút của Viện Sinh thái học Nga, Đại học liên bang Đông Bắc ở Yakutsk, Cộng hòa Sakha tin rằng có thể lấy được những mẫu DNA từ việc quét hơn 2.000 mẫu vật họ đang lưu trữ. Một phòng thí nghiệm hiện đại thuộc cơ sở này cũng sẽ được đưa vào sử dụng để phân tích các mẫu vật mới nhằm tránh nguy cơ hư hại trong quá trình vận chuyển đến phòng thí nghiệm khác ở nơi xa. Một khi thu được DNA, các nhà khoa học sẽ cấy nó vào cơ thể voi châu Á hoặc voi Ấn Độ để thụ thai voi ma mút.

### Dê núi

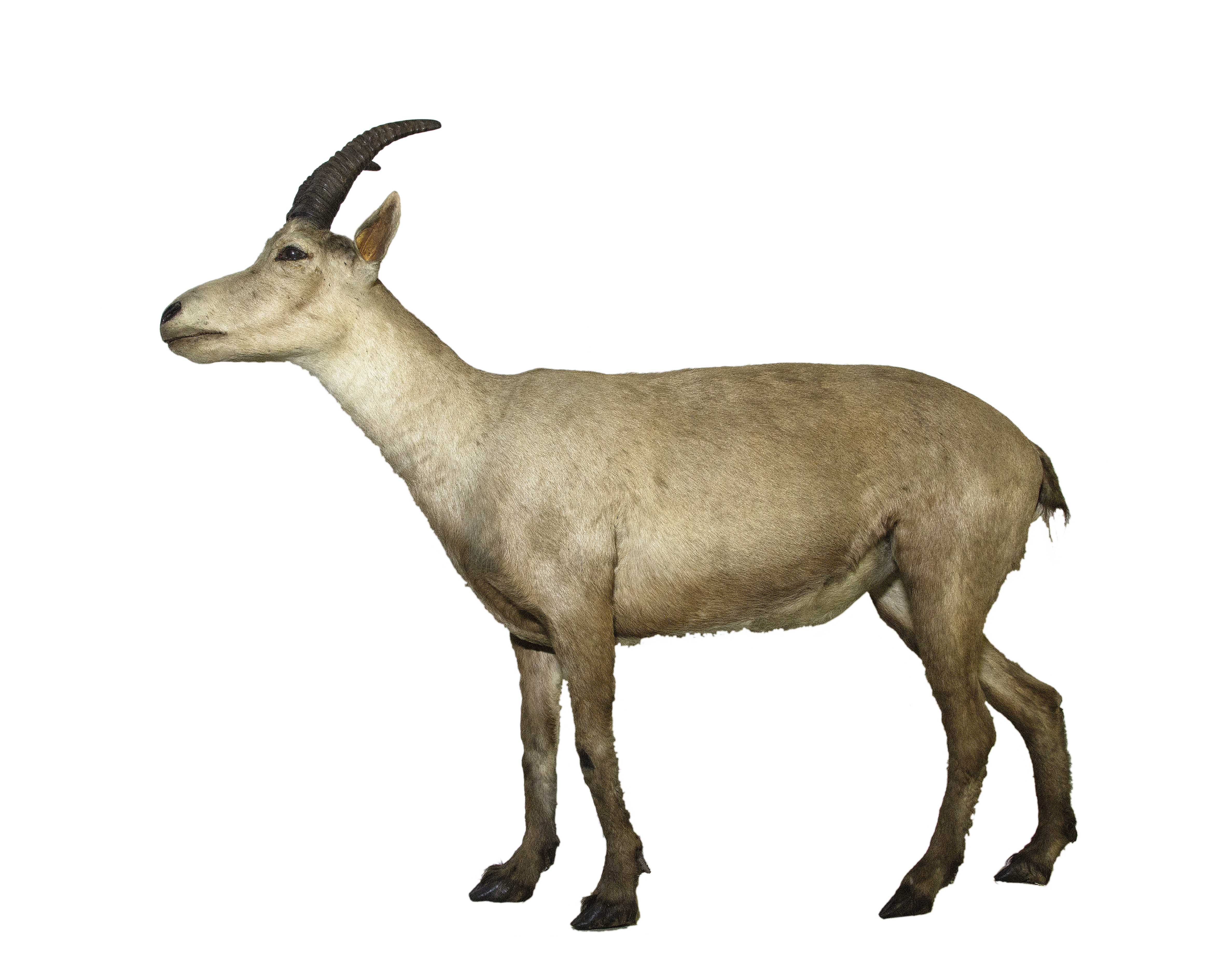
Tái hồi sinh loài dê núi Pyrenaica

Các nhà nghiên cứu Tây Ban Nha đã tái tạo một con dê núi thuộc loài dê núi Pyrene (đã tuyệt chủng từ năm 2000) từ một con dê thuộc loài khác là dê nhà. Không may con vật đã chết ngay sau khi sinh. Năm 1997, thế giới chỉ còn sót lại duy nhất một con dê rừng Pyrenees còn sống mang tên Celia. Các nhà kiểm lâm tìm thấy cá thể sót lại này tại Công viên quốc gia Ordesa, Tây Ban Nha. Cá thể Celia sau đó chết do bị cây đổ đè lên năm 2000. Các nhà khoa học người Pháp và Tây Ban Nha đưa DNA lấy từ tế bào của Celia vào trứng dê nhà bị hút bỏ vật liệu di truyền. Sau đó, họ cấy trứng vào tử cung của dê nhà. Kết quả họ tạo ra thành công dê rừng Pyrenees nhân bản, nhưng nó chết sau khi sinh 7 phút do không thể thở bình thường.

### Hổ răng kiếm

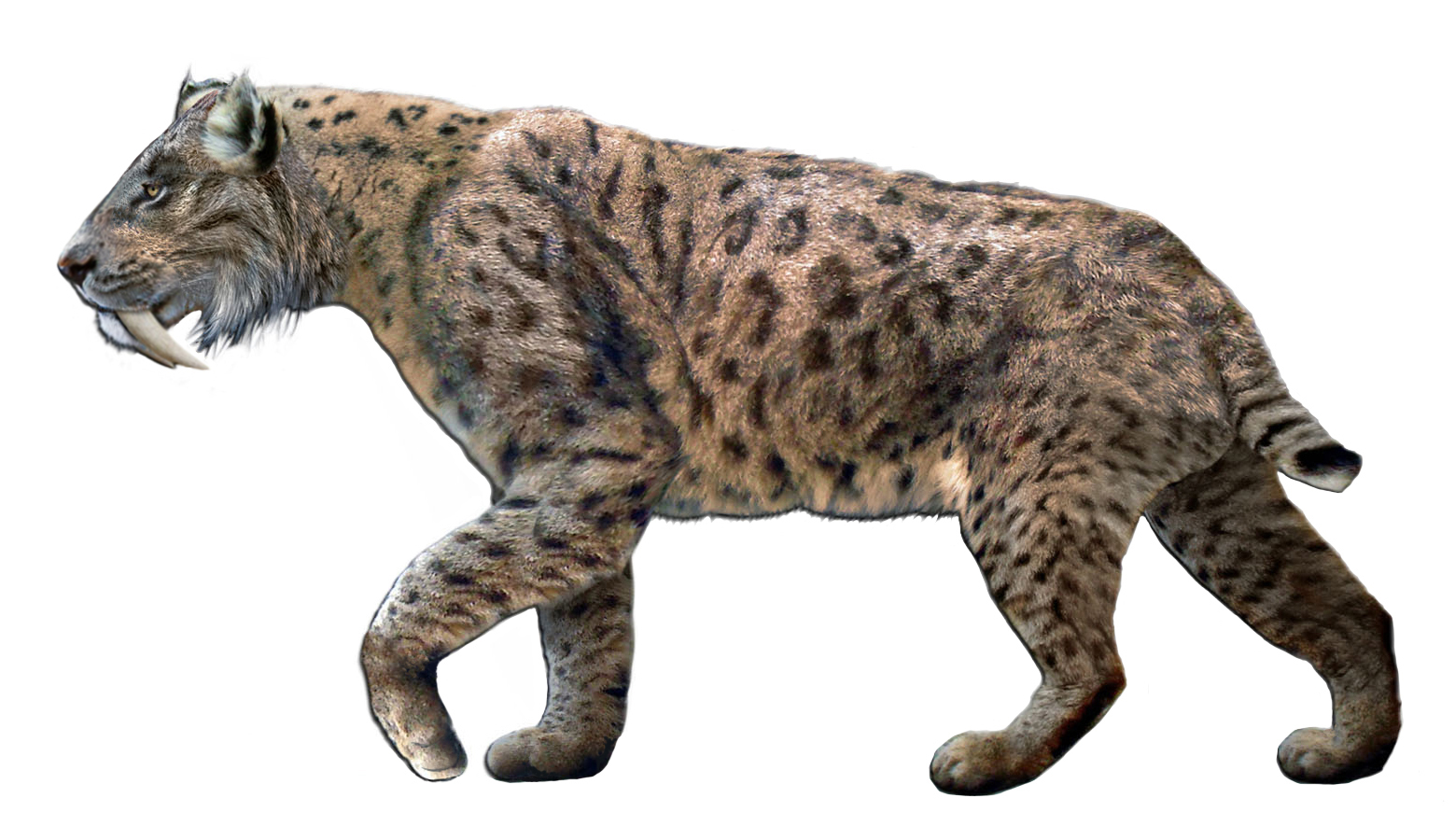
Hổ răng kiếm

Một số mẫu vật nguyên vẹn của loài hổ răng kiếm đã được khai quật tại một số mỏ hắc ín cổ đại, chẳng hạn như ở khu vực La Brea Tar Pits, Mỹ, trong hành trình phục sinh loài hổ răng kiếm, chính là DNA của loài vật này đang được bảo tồn hoàn hảo. Không chỉ các nhà khoa học mà tất cả đều mong đợi hình ảnh của loài hổ này được tái sinh trong thời đại ngày nay. Tiêu bản loài hổ răng kiếm được bảo tồn sau khi thu được từ Los Angeles, tuy nhiên, việc tách rời DNA đúng trình tự lại khó khăn hơn nhiều so với tưởng tượng. Đó là lý do, đến nay vẫn chưa có ai thành công trong việc tách rời trình tự DNA.

### Hổ Ba Tư
Các nhà khoa học từng công bố kế hoạch đưa phân loài hổ Ba Tư xuất hiện trở lại ở Trung Á. Phân loài hổ này từng sống trong khu vực kéo dài từ Thổ Nhĩ Kỳ tới Trung Quốc. Chúng dài khoảng ba mét, nặng hơn 136 kg, là một trong những phân loài hổ lớn nhất từng xuất hiện trên Trái Đất. Hổ Ba Tư tuyệt chủng từ những năm 1960 do môi trường sống bị phá hủy và các hoạt động săn bắt của con người. Theo tạp chí Biological Conservation, các nhà khoa học có kế hoạch hồi sinh hổ Ba Tư từ hổ Siberia, họ hàng gần của chúng. Hổ Ba Tư và hổ Siberia có một tổ tiên chung. Một địa điểm rộng khoảng 7.000 km2, nằm giữa đồng bằng sông Lli và hồ Balkhash ở Kazakhstan được quy hoạch trở thành nơi sinh sống của phân loài hổ này.
Đầu tiên Dự án sẽ thực hiện các công việc là ngăn chặn sự xói mòn ở khu vực ven sông và mất 5-15 năm để khôi phục quần thể động vật có móng gốc hoang dã, con mồi chính của phân loài hổ Ba Tư trong khu vực. Ngoài ra, vấn để an toàn và lợi ích kinh tế, xã hội của người dân địa phương cũng cần được giải quyết để xây dựng một tương lai bền vững cho cả con người và cả loài hổ. Nhóm nghiên cứu dự kiến trong 50 năm tới thì địa điểm này có thể trở thành môi trường sống cho gần 100 con hổ Ba Tư từ đó Khu vực rộng khoảng 7.000 km2 ở Kazakhstan có thể trở thành môi trường sống cho gần 100 con hổ Ba Tư trong 50 năm tới.

### Bò Tur
Bò rừng châu Âu cổ đại cao hơn 2 mét, nặng gần 1.000 kg sắp được hồi sinh nhờ dự án lai ngược gia súc mang DNA của loài vật khổng lồ. Giới nghiên cứu đang tiến hành nhiều dự án nhằm hồi sinh loài bò rừng cổ đại từng lang thang khắp châu Âu hàng nghìn năm trước cho đến khi cá thể cuối cùng chết vào thế kỷ 17. Từ năm 2009, các nhà khoa học đã làm việc trong nhiều dự án để khôi phục giống bò nguyên thủy qua từng thế hệ. Một dự án mang tên Operation Taurus lai tạo ngược 300 con bê ở Hungary và Hà Lan. Dù không thể tạo ra loài vật giống bò rừng châu Âu tới 100% nhưng có thể tiến tới rất gần. Tại Bồ Đào Nha, dự án Taurus cũng nhân giống chéo nhằm tái tạo loài động vật có vú cổ đại. Cả hai dự án đều nằm trong kế hoạch Rewilding Europe với mục tiêu tái du nhập loài lại những loài hoang dã của châu Âu.
Bò hoang là một trong những loài định hình cảnh quan châu Âu qua hàng trăm nghìn năm. Nếu không có những loài ăn cỏ lớn, rừng rậm sẽ tái sinh rất nhanh. Động vật ăn cỏ lớn giữ cho những khoảng đất trông và tạo ra sự phong phí trong cảnh quan, giúp cho hàng nghìn loài thực vật, côn trùng và động vật khác. Bò rừng châu Âu cao 213 cm và nặng khoảng 1.000 kg ngốn một lượng lớn thức ăn nên có ích cho việc này. Nhóm thực hiện dự án dự đoán nỗ lực hồi sinh loài vật của họ có thể vấp phải sự phản đối. Tuy nhiên, họ khẳng định dự án không chỉ có lợi cho môi trường mà còn thúc đẩy du lịch ở địa phương. Bò rừng châu Âu đóng vai trò quan trọng trong nền văn hóa và từng xuất hiện trong những bức tranh hang động thời sơ khai trên khắp lục địa. Hiện nay, các nhà khoa học đang lai tạo ngược giống bò rừng châu Âu chứ không sử dụng phương pháp chỉnh gen hay nhân bản vô tính.

### Ếch ấp
Tại Úc, các nhà khoa học đang tiến hành tái sinh loài ếch ấp bằng dạ dày (Rheobatrachus) ở miền nam nước này, đã được chứng nhận tuyệt chủng vào năm 1983. Loài ếch này nuốt trứng đã được thụ tinh và sinh con bằng miệng. Con ếch cái cuối cùng của loài này đã chết năm 1983, các mẫu tế bào của loài ếch này đã được đông lạnh và các nhà khoa học đang sử dụng một kỹ thuật gọi là chuyển nhân tế bào soma để thử tái sinh chúng. Các nhà nghiên cứu tại Đại học New South Wales đã loại bỏ nhân trong trứng của một loài ếch còn sống có mối quan hệ gần với loài đã tuyệt chủng, và thay thế bằng các tế bào của loài ếch đã tuyệt chủng. Vào mùa xuân, những trứng này đã đạt đến giai đoạn phôi sớm. 

### Lười đất
Loài lười khổng lồ cao tới 6m, nặng 4 tấn. Mặc dù đã tuyệt chủng, tuy nhiên các nhà khoa học đã tìm thấy mẫu DNA của loài vật này từ mẫu hóa thạch cách đây 30 nghìn năm. Theo các nghiên cứu, thời gian tuyệt chủng của loài lười khổng lồ này chưa lâu nên cơ hội để phục sinh chúng là hoàn toàn có thể. DNA của lười đất vẫn được bảo tồn trong một số mẫu lông còn khá nguyên vẹn. Họ hàng gần nhất của lười đất ngày nay có kích thước khá nhỏ, do đó các nhà khoa học khó tìm được cá thể mẹ để cấy ghép phôi. Nhưng trong tương lai, công nghệ phát triển thai nhi trong tử cung nhân tạo có thể giúp nhân bản loài động vật này.

### Chim Moa

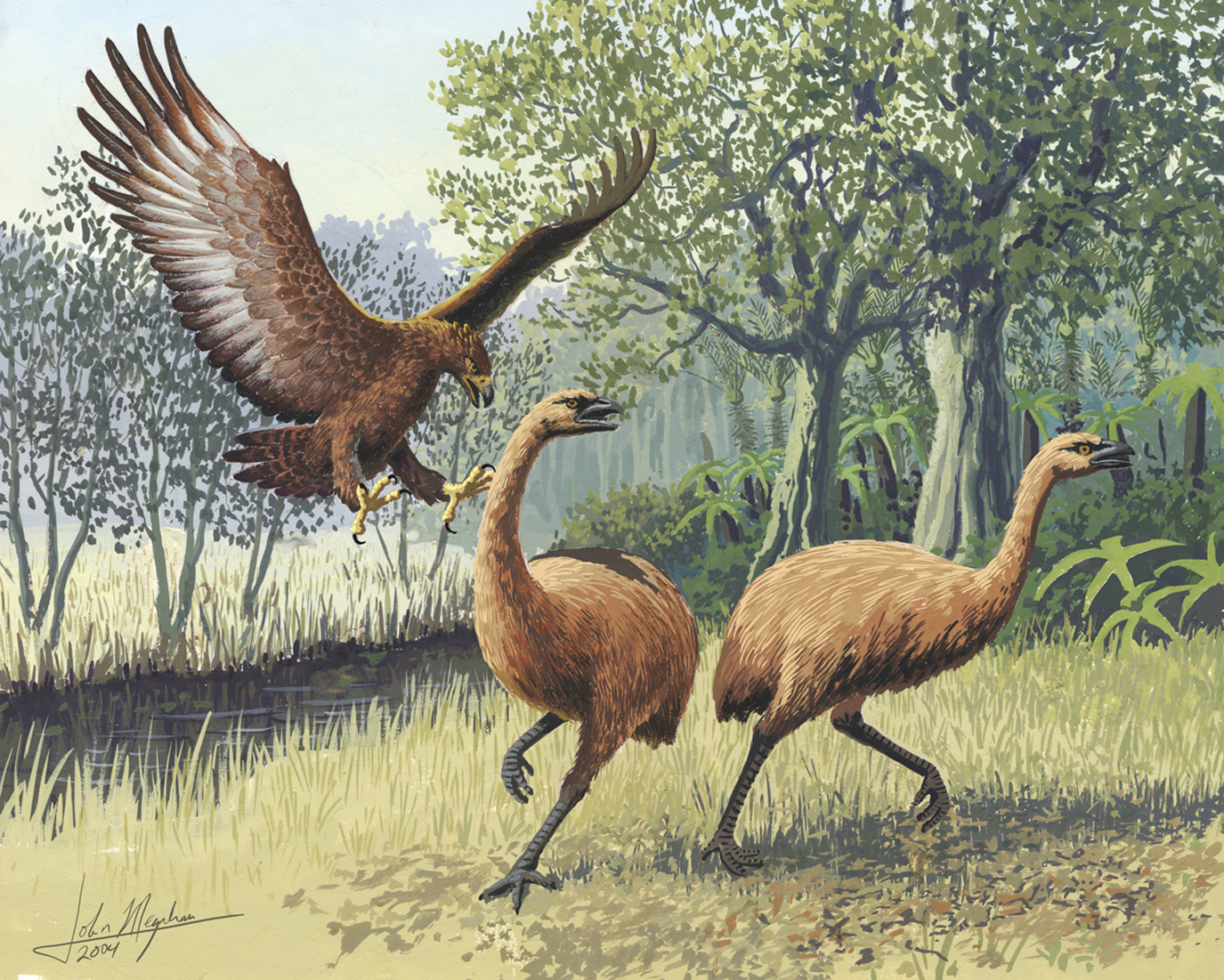
Phục dựng loài chim Moa

Moa từng là loài chim lớn nhất thế giới có vẻ ngoài như đà điểu nhưng không có cánh. Chim Moa bị săn bắt dẫn đến tuyệt chủng cách đây khoảng 600 năm. Hiện nay, lông và trứng của chúng vẫn có thể được tìm thấy tương đối nguyên vẹn. DNA của loài này có thể chiết xuất từ vỏ trứng để đưa vào dự án hồi sinh loài chim cổ. DNA của loài đà điểu khổng lồ này đã được các nhà khoa học thu thập trong xương và cả trứng của chúng. Ở hang động New Zealand, các mẫu DNA được bảo tồn cẩn thận, nhờ đó mà các nhà khoa học có thể lấy nguồn gen tốt để phục vụ cho việc phục sinh loài động vật này. Hiện nay, nghiên cứu của các nhà khoa học đang có tiến triển nhưng vẫn chưa thể đạt kết quả mong muốn. Phương án khả quan nhất đang được tính đến chính là thay đổi phôi thai của đà điểu thường thành đà điểu khổng lồ. 

### Sói túi
Một số mẫu vật của hổ Tasmania đã được ngâm hóa chất và bảo quản nguyên vẹn trong các lọ nằm ở bảo tàng, chúng có thể vẫn lưu giữ được DNA là tiền đề để giới khoa học tiến hành các biện pháp nhân bản trong tương lai để làm hồi sinh gen của loài hổ Tasmania của Úc tuyệt chủng cách đây hơn 70 năm do bị người châu Âu da trắng săn bắn tận diệt. Các nhà nghiên cứu Đại học Melbourne (Úc) và Đại học Texas (Mỹ) đã chiết xuất DNA từ mẫu vật 100 năm tuổi của loài hổ Tasmania được lưu giữ tại Viện bảo tàng Victoria ở Melbourne. Sau đó, họ cấy DNA này vào trứng của loài chuột.
DNA này đã hoạt động trong hệ sụn, sau này sẽ phát triển thành xương, của chuột. Đây là lần đầu tiên DNA của một loài tuyệt chủng được sử dụng trong một cơ thể sinh vật đang sống khác. Bước đột phá này mở ra khả năng tái sinh các loài sinh vật đã tuyệt chủng từ lâu, tương tự như việc loài khủng long được tái sinh trong bộ phim Công viên kỷ Jura. Nghiên cứu có khả năng giúp phát triển nhiều loại dược liệu sinh học, và giúp giới khoa học hiểu rõ hơn về các loài thú đã tuyệt chủng. Tuy nhiên, khoa học hiện tại chưa thể ngay lập tức hồi sinh các loài thú đã tuyệt chủng bởi phần lớn các loài thú có tới 30.000 gen.

### Khủng long

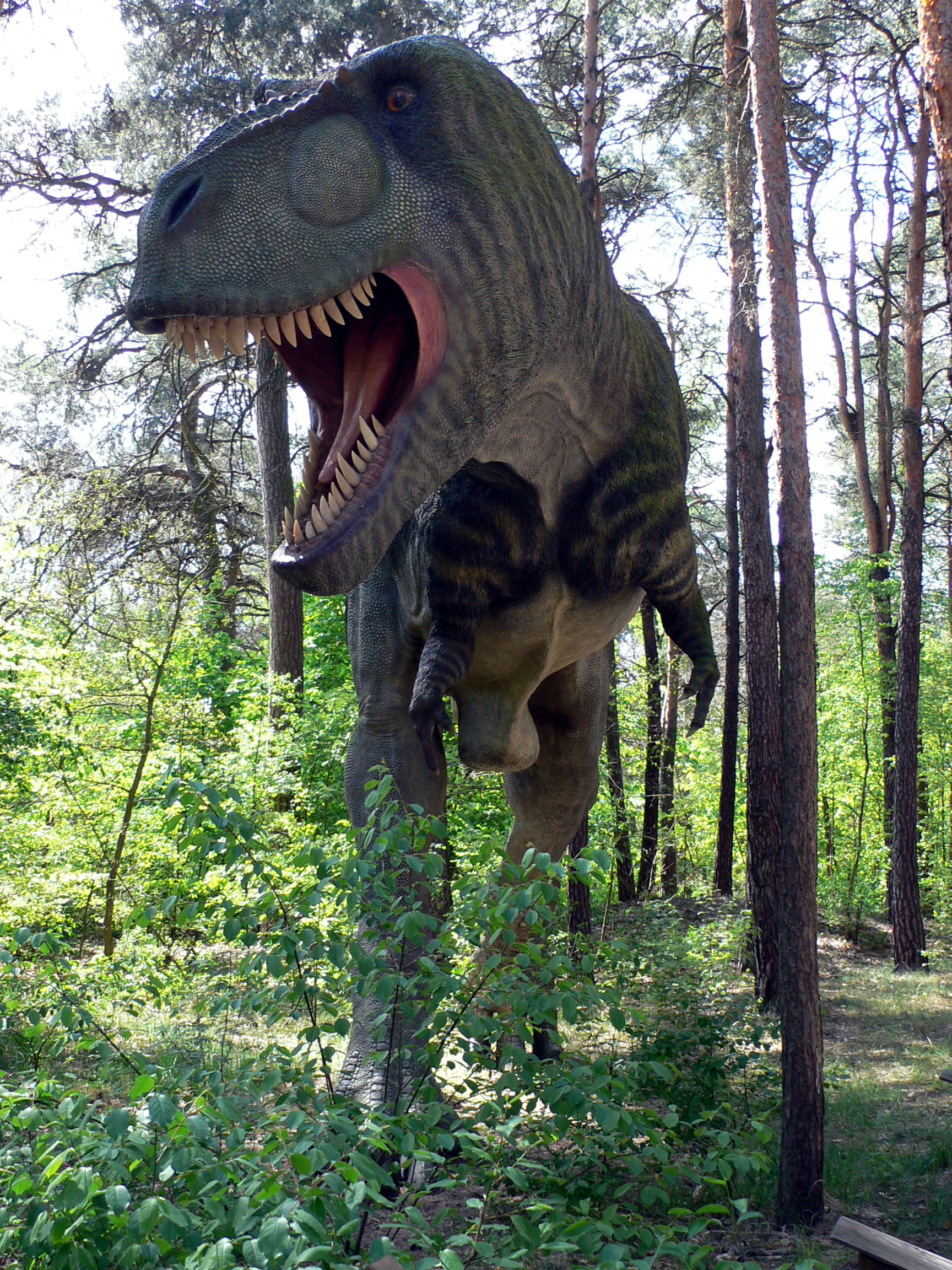
Phục dựng một con khủng long bạo chúa

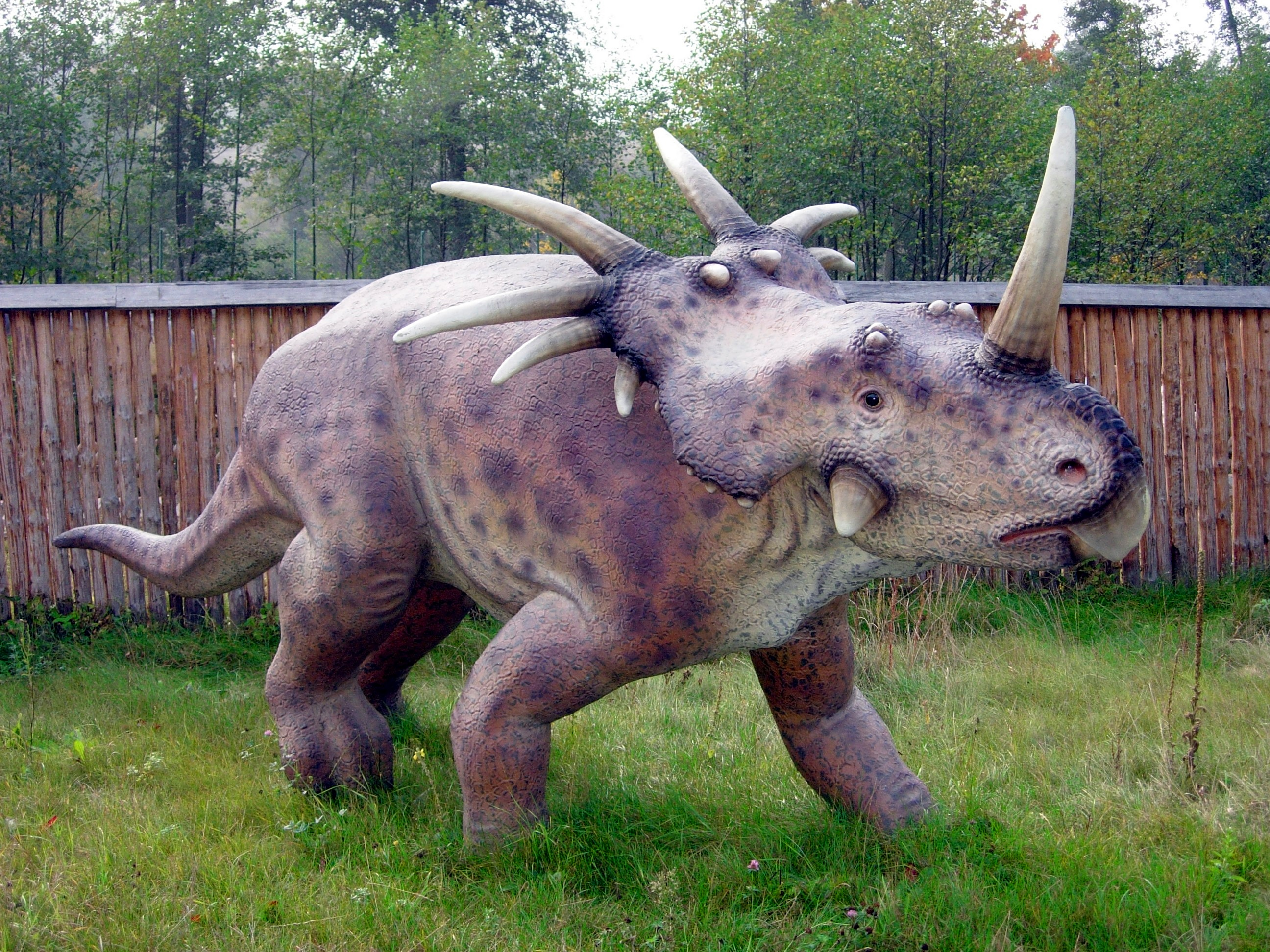
Phục dựng một con Khủng long Styracosaurus

Trong bộ phim Jurassic World các nhà khoa học hồi sinh một loài động vật đã tuyệt chủng bằng cách xây dựng lại chuỗi gen từ các mẫu hóa thạch, với sự phát triển của khoa học và đặc biệt là kỹ thuật di truyền khiến cho việc hồi sinh một loài động vật đã bị tuyệt chủng có thể trở thành hiện thực. Ngay cả khi loài động vật đó là khủng long, kẻ đã từng thống trị Trái Đất trước con người. Việc hồi sinh loài khủng long dựa trên việc khôi phục lại bộ gen của chúng là điều hoàn toàn có thể xảy ra. Trên thực tế thì để có được mẫu DNA của loài khủng long có hai cách, một là từ mẫu hóa thạch xương khủng long và hai là từ các mẫu DNA của những loài tiến hóa sau này.
Các nhà khoa học đang tiến khá gần với cách đầu tiên, khi mà mới đây một phát hiện là lần đầu tiên các nhà khoa học tìm được mẫu máu của khủng long từ hóa thạch, mặc dù mẫu máu này chưa hoàn thiện. Và các nhà khoa học vẫn chưa lấy được DNA của loài khủng long từ mẫu máu này. Với cách thứ hai, chuỗi DNA của khủng long có thể được xây dựng lại từ những loài thuộc chuỗi tiến hóa sau này. Điển hình là loài chim, loài vật được coi là hậu duệ của khủng long. Các nhà khoa học sẽ phải dựa trên mẫu DNA của loài chim, sau đó xây dựng lại các gen này dựa trên việc giữ lại các gen của khủng long còn xót lại và thay thế các gen đã tiến hóa.
Các nhà khoa học đã tìm ra gen quy định sự tiến hóa từ miệng khủng long thành mỏ của loài chim. Mà từ đó, họ có thể tái tạo lại phần đầu của loài khủng long dựa trên việc thay đổi bộ gen của loài chim. Một bước tiến lớn giúp chúng ta có thêm hy vọng hồi sinh loài khủng long. Nhưng không phải sử dụng gen của loài động vật nào cũng có thể ghép vào chuỗi DNA của loài khủng long mà nhiều người quan tâm muốn hồi sinh, việc sử dụng gen của một số loài bò sát sẽ là hợp lý hơn để bù đắp vào những chỗ còn thiếu của chuỗi DNA khủng long. Tuy nhiên chúng ta sẽ không bao giờ tạo ra được một con khủng long hoàn chỉnh giống như tự nhiên đã từng làm cách đây hàng chục triệu năm.